# Quadre d'oposició dels judicis
Es diu quadre d'oposició dels judicis a l'esquema mitjançant el qual s'estudien les relacions formals entre els diversos tipus de judicis aristotèlics, A, E, I, O, considerant cada judici amb termes idèntics. En el seu dia va ser amb considerat pel mateix Aristòtil.

 A  = UNIVERSAL AFIRMATIU. Subjecte pres en la seva extensió universal; predicat particular; relació afirmativa.  Tot S és P .
 E  = UNIVERSAL NEGATIU. Subjecte pres en la seva extensió universal; predicat universal; relació negativa.  Cap S és P .
 I  = PARTICULAR AFIRMATIU. Subjecte pres en la seva extensió particular; predicat en la seva extensió particular; relació afirmativa.  Algun S és P .
 O  = PARTICULAR NEGATIU. Subjecte pres en la seva extensió particular; predicat en la seva extensió universal; relació negativa.  Algun S no és P .

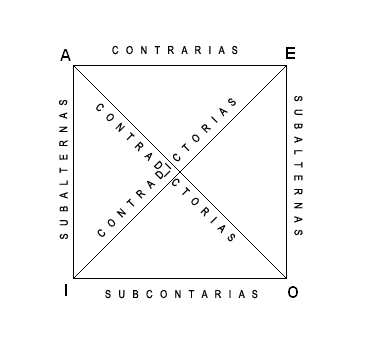
Quadre d'oposició

Es diuen judicis oposats als que tenint els mateixos termes difereixen en quantitat, en qualitat o en ambdues. Es representen en cada un dels vèrtexs del quadrat d'oposició, establint les següents relacions:
 A  i  E  són  contraris  perquè difereixen en qualitat essent universals.
 I  i  O  són  subcontrarios , perquè sent particulars difereixen en la qualitat.
 A  pel que fa a  O , i  I  pel que fa a  E  són  contradictoris , perquè difereixen en quantitat i qualitat.
 A  pel que fa a  I  i  E  pel que fa a  O  són  subalterns  perquè difereixen en la quantitat.
Les relacions amb respecte al valor de veritat en relació amb uns i altres es mostren en el quadre següent:
Els contradictoris, si un és veritable l'altre és fals i viceversa. Ni dos veritables, ni tots dos falsos.
Els contraris, no poden ser tots dos veritables, però poden ser els dos falsos.
Els subcontarios poden ser tots dos veritables, però no poden ser els dos falsos.
Per a altres possibles inferències directes a partir d'un judici és necessari fer unes operacions que produeixen nous judicis: la conversió i la obversión, contraposició i inversió.

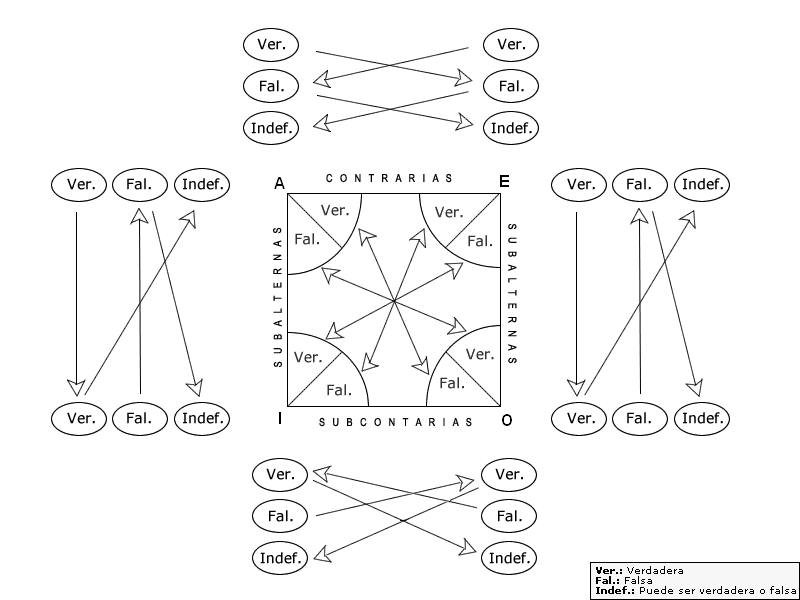
Quadre d'oposició - Valors de Veritat

|                | A   | E   | I   | O   |
| A és veritable | V   | F   | V   | F   |
| A és fals      | F   | Ind | Ind | V   |
| E és veritable | F   | V   | F   | V   |
| E és fals      | Ind | F   | V   | Ind |
| I és veritable | Ind | F   | V   | Ind |
| I és Fals      | F   | V   | F   | V   |
| O és Veritable | F   | Ind | Ind | V   |
| O és Fals      | V   | F   | V   | F   |

 V  = Veritable  F  = Falsa  Ind  = Indeterminada